# Робер Жонке
Робе́р Жонке́ (фр. Robert Jonquet, *3 травня 1925, Париж — †18 грудня 2008, Реймс) — французький футболіст і тренер. Захисник, учасник чемпіонатів світу 1954 і 1958. Бронзовий призер чемпіонату світу-58. Більшість кар'єри провів у «Реймсі», разом з яким 5 разів виграв чемпіонат Франції і двічі виходив до фіналу Кубка європейських чемпіонів (1956 та 1959). Один з найкращих захисників у історії французького футболу. Провів 58 ігор за національну збірну Франції, був її капітаном.

## Титули та досягнення

### Гравець
- Бронзовий призер чемпіонату світу: 1958

Реймс
- Чемпіон Франції: 1948–49, 1952–53, 1954–55, 1957–58, 1959–60
- Кубок Франції: 1949–50, 1957–58
- Суперкубок Франції: 1955, 1958, 1960
- Латинський кубок: 1953

- Суперкубок Франції: 1966

## Корисні посилання
- Робер Жонке на сайті ФІФА (англ.)

- Робер Жонке на сайті transfermarkt.com (англ.)
- Робер Жонке на сайті National-Football-Teams.com (англ.)
- Робер Жонке на сайті Eu-football.info (англ.)
- Статистики кар'єри на сторінці «Страсбурга»(фр.)
- Ігри за національну збірну Франції(фр.)